# Batalla del campo de gas de Shaer (2016)
La batalla del campo de gas de Shaer fue una batalla entre el Estado Islámico de Irak y el Levante (EIIL) y el gobierno sirio por el control del campo de gas de Sha'er durante la Guerra Civil Siria. Es el tercer ataque que lanzó el EIIL contra el campo de gas.

## Ofensiva
El 5 de mayo de 2016, el EIIL volvió a capturar el campo de gas de Shaer que había estado en poder del gobierno sirio desde la Segunda Batalla del campo de gas de Shaer. 34 soldados y 16 combatientes del EIIL murieron durante la batalla por el campo.
Cuatro días después, ISIL atacó el cercano campo petrolífero de al-Mahr, capturando la colina de al-Mahr, antes de que los militares recuperaran la colina y repelieran el ataque al campo al día siguiente. El mismo día 10 de mayo, ISIL capturó una base militar abandonada cerca de la base aérea T4, cortando la ruta principal de suministro a Palmyra . Las tropas del gobierno recuperaron la base y reabrieron la vía de suministro.
A mediados de mayo, hubo informes de explosiones y un terremoto de magnitud 4.4 en la escala de Richter que se cree que fue causado por la explosión de todo el campo.
El 30 de mayo, las fuerzas gubernamentales recuperaron la zona de Huwaysis.

## Consecuencias
A finales de junio, el EIIL volvió a tener el control de la zona de Huwaysis.
A principios de julio, algunos activistas de los medios mostraron las primeras fotos y videos de la preparación de las voladuras y explosiones.
En septiembre, las fuerzas progubernamentales recuperaron el control del área de Huwaysis. pero lo perdió nuevamente en una ofensiva de diciembre antes de recuperarlo una vez más a principios de 2017.